# Chalcosyrphus grandifemoralis
Chalcosyrphus grandifemoralis är en tvåvingeart som först beskrevs av Charles Howard Curran 1934.  Chalcosyrphus grandifemoralis ingår i släktet mulmblomflugor, och familjen blomflugor.
Artens utbredningsområde är Guyana. Inga underarter finns listade i Catalogue of Life.